# Hannon (personnage)
Pour les articles homonymes, voir Hannon.
Hannon (en latin : Hanno) est un personnage de théâtre, un négociant carthaginois, dans une comédie de l'auteur dramatique latin Plaute : Poenulus (Le petit Carthaginois), créée entre 195 et 189 av. J.-C..

## Le personnage
C'est le seul personnage véritablement non latin ou non grec mis en scène dans une comédie latine. Il se définit lui-même au vers 1031 comme étranger (peregrinus) et voyageur (advena). En effet, le personnage principal de la pièce, Agorastoclès, est d'origine carthaginoise mais il a été enlevé tout enfant et élevé en Grèce à Calydon, où se déroule la comédie ; il ne parle pas carthaginois. Hannon arrive de Carthage ; il est à la recherche de ses deux filles qui ont été enlevées elles aussi dans leur enfance ; elles sont esclaves chez un proxénète (leno), Lycus. Agorastoclès, amoureux de l'une d'elles, monte une supercherie avec l'aide de l'un de ses serviteurs pour duper et ruiner Lycus, et faire ainsi libérer les deux filles. Hannon reconnaît en Agorastoclès son neveu et celui-ci pourra à la fin de la pièce épouser sa cousine.
Hannon n'entre en scène qu'au début du cinquième acte, le dernier de la pièce ; il prononce un texte en langue punique transcrit en caractères latins : vingt vers au début de la première scène (vers 930-949), puis continue en latin ; il prononcera également quatorze petits vers ou phrases en punique dans les scènes 2 et 3 de cet acte V.